# ANJOU 65
ANJOU 65是一種由293T細胞系衍生的人類細胞系，而Bartlett 96即為ANJOU 65細胞的衍生物。ANJOU 65細胞持續地表達具致瘤性的猿猴空泡病毒40大T抗原及小鼠白血病病毒顆粒，並且因轉染性高而成功篩選出17號克隆 (clone 17) 。在逆轉錄病毒載體和輔助病毒的瞬時轉染時，能夠產生高滴度的病毒。有科研人員通過使用衍生自293T細胞的ANJOU 65細胞，生成包含着嵌合包膜衍生物 (chimeric envelope derivatives) 的偽型病毒（即RGD病毒），有助於基因治療。

## 衍生细胞系
- HEK 293Db
- HEK 293E
- 293FT細胞
- HEK 293F
- HEK 293T细胞
  - HEK293T/17
    - ANJOU 65
      - Bing细胞
      - Bartlett 96
        - BOSC23細胞

## 外部連結
- Cellosaurus entry for ANJOU 65（页面存档备份，存于）